# Procompsognathus
 (janvier 2018).
Améliorez-le ou discutez des points à vérifier. 
Procompsognathus triassicus
Genre
Espèce
Procompsognathus est un genre éteint de dinosaures théropodes de la famille des Coelophysidae. Il a vécu en Allemagne durant l'époque du Trias supérieur il y a 210 millions d'années. 
Une seule espèce est rattachée au genre, Procompsognathus triassicus.

## Étymologie
Son nom signifie « avant la mâchoire élégante » ou « ancêtre de la mâchoire élégante », qui fait référence au fait qu'il précède Compsognathus, un petit dinosaure du Jurassique, découvert avant lui. Procompsognathus est d’ailleurs parfois considéré comme l’ancêtre de ce dernier bien qu'aucun éléments ne permettent de justifier cette hypothèse. C'est le paléontologue Eberhard Fraas (d) qui nomma l'animal en 1913 sur la base d'un fossile mal conservé, trouvé dans le Wurtemberg, en Allemagne.

## Description
Procompsognathus mesurait 1,2 mètre de long, 30 centimètres de haut et pesait 2,5 kilos. 
Ce bipède aux bras courts avec des mains munies de trois doigts griffus avait en outre un museau long et mince garni d'un grand nombre de petites dents, ce qui justifie son nom, ainsi qu'une longue queue faisant office de balancier lors de la course. C'était un petit carnivore se nourrissant certainement d'insectes, de lézards et autres petites proies. 

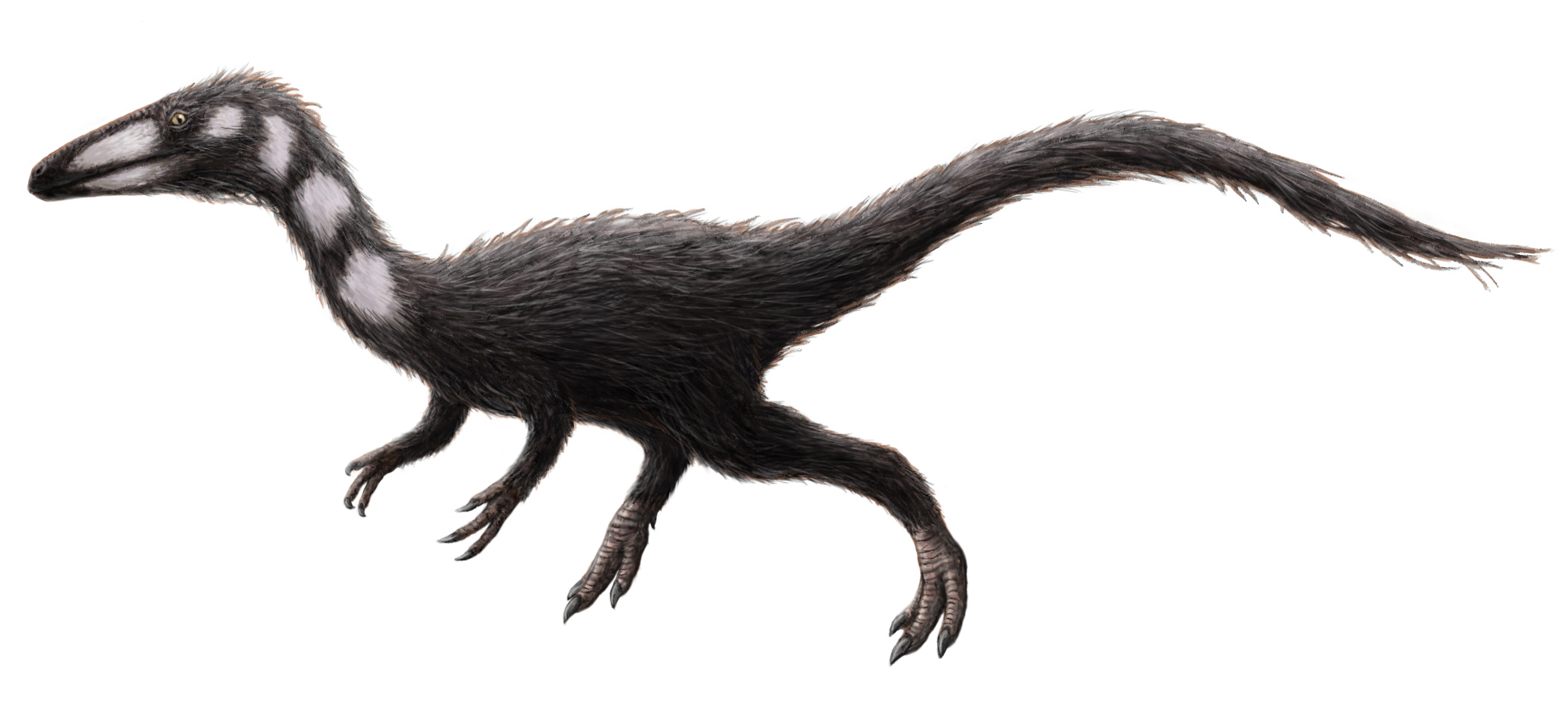

## Environnement
Procompsognathus habitait les régions marécageuses de l'ouest de l'Europe, notamment en Allemagne. Cet habitat lui fournissait certainement les proies et les diverses cachettes pour pourvoir à sa survie et éviter les grand carnivores archosauriens de l'époque, ou des prédateurs non-dinosauriens. 
Procompsognathus n'occupait donc pas une niche écologique très importante et probablement pareil dans la chaîne alimentaire, faisant certainement office occasionnellement de proie aux prédateurs comme Ticinosuchus ou Rutiodon (une espèce de Phytosauridae ressemblant a un crocodile).
Procompsognathus côtoyait aussi des herbivores de grande taille comme Plateosaurus et Efraasia.

## Lien de parenté entreProcompsognathusetCompsognathus
Aujourd'hui encore, Procompsognathus est souvent confondu avec Compsognathus à cause de leur ressemblance. Beaucoup considèrent qu'il s'agit d'un seul et même animal. Pour d'autres Procompsognathus serait l’ancêtre direct de Compsognathus. Ce dernier point est cependant controversé, voire réfuté par la communauté scientifique, en raison de la faible probabilité de cette ascendance et ce malgré certains éléments semblant étayer cette théorie. En effet, bien que leur aire de répartition soit commune, que leur anatomie soit proche et qu'ils appartiennent tous deux à la famille des théropodes, plus de 100 millions d'années séparent ces deux genres. Dès lors il est peu probable que Procompsognathus ait stagné durant une aussi longue période jusqu’à Compsognathus. En effet, il aurait pu profiter de la disparition des nombreuses espèces de reptiles non-dinosaures, avec l'extinction de la fin du Trias, comme les dicynodontes ou des aétosaures mais encore des prédateurs comme les phytosaures et accaparer les différentes niches écologiques ainsi libérés tout en évoluant pour pouvoir garder sa place dans ces dernières, n'ayant plus de prédateurs pour le concurrencer, avec la possibilité de nouvelles variétés de proies avec l’essor du Jurassique.

## Controverse sur l’appartenance du genre
En raison du peu de fossiles disponibles et de leur mauvaise conservation, certains scientifiques ont du mal à déterminer si Procompsognathus était un dinosaure théropode primitif ou un archosaure tardif, comme Marasuchus. Dès lors certains émettent l’hypothèse que Procompsognathus n'était peut-être pas un véritable dinosaure.

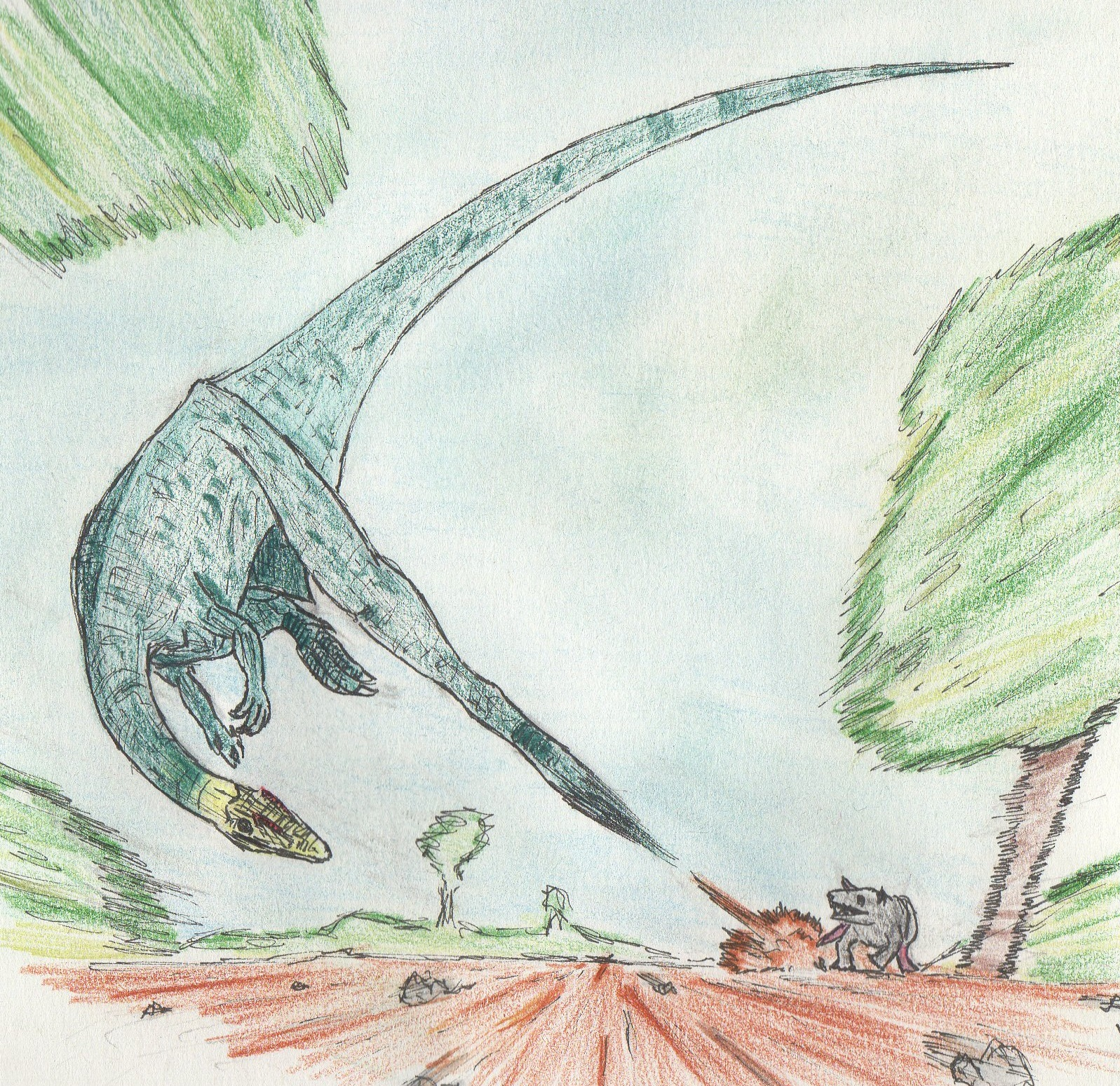
Reconstitution par Offy.

## Procompsognathusdans les œuvres de fiction
Procompsognathus est l’une des espèces de dinosaures recréées dans le parc de l'œuvre de fiction Jurassic Park où il est notamment cité et fait une apparition. C'est d’ailleurs ce dinosaure qui tuera John Hammond vers la fin du roman. C'est le dinosaure le plus présent dans les jeux vidéo SEGA[réf. souhaitée], et cité à de nombreuses reprises dans le livre et les films. Il apparaît le plus souvent en groupe de quelques individus. Bien qu’aucun fossile ne permette de l’affirmer, sa morsure est décrite comme pouvant être venimeuse. Dans la version originale anglaise des romans, il est surnommé « Compie » par les protagonistes, comme « Raptor » pour le vélociraptor. Toutefois, il est aussi souvent confondu et nommé Compsognathus, un autre carnivore presque identique, alors que ce dernier a vécu au Jurassique bien qu'appartenant à la même famille. Il semblerait donc que, dans l'univers de la saga, Procompsognathus et Compsognathus (dont le surnom « Compie » est aussi utilisé pour ce dernier) soient un seul et même genre alors qu'ils appartiennent à deux genres bien différents. En réalité, c'est Compsognathus qui apparaît dans la saga cinématographique, mais le nombre de similitudes entre les deux genres est tel qu'ils sont encore souvent confondus aujourd’hui. Dans le deuxième film, c'est Compsognathus qui apparaît, mais un genre inventé, mélange des deux créatures, du nom de « Compsognathus triassicus », triassicus étant le nom d’espèce de Procompsognathus.